# (9970) 1992 ST1
A (9970) 1992 ST1 a Naprendszer kisbolygóövében található aszteroida. A. Sugie fedezte fel 1992. szeptember 26-án.